# التعدين في النمسا

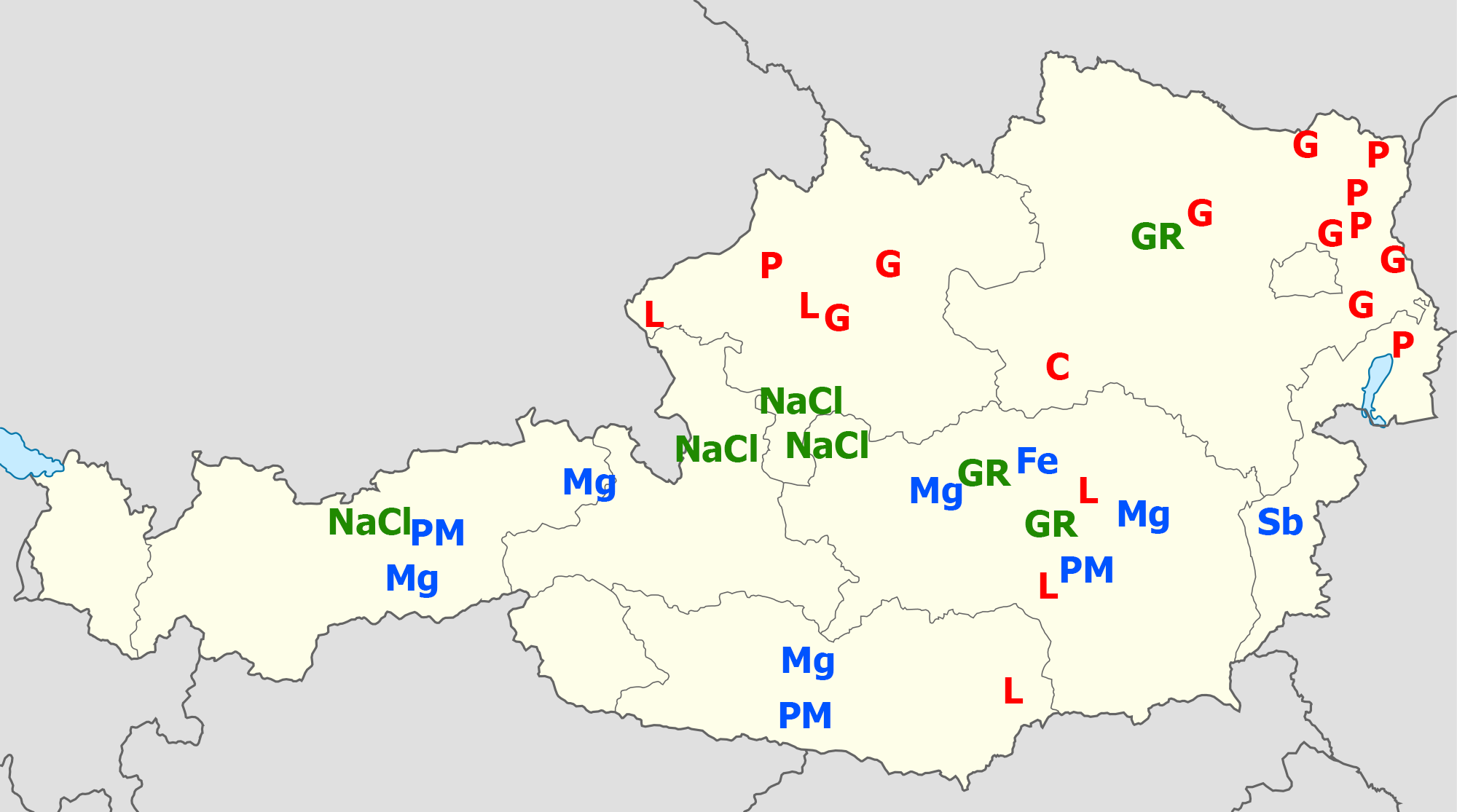
الموارد الطبيعية للنمسا. المعادن باللون الأزرق, PM - خامات متعددة المعادن (Cu, Zn, Pb, إلخ). الوقود الأحفوري باللون الأحمر (C - الفحم, L - الليغنيت, P - البترول, G - الغاز الطبيعي). المعادن غير المعدنية باللون الأخضر (كلوريد الصوديوم - ملح, GR - جرافيت).

التعدين في النمسا صناعة آخذة في التدهور.
بعد فترة من التوسع في فترة ما بعد الحرب, أصيب إنتاج المعادن بالركود في العقود الأخيرة, واستمر تعدين المعادن في الانخفاض, بسبب ارتفاع تكاليف التشغيل, وزيادة المنافسة الأجنبية, وانخفاض درجات الخام, والمشاكل البيئية. تم إغلاق جميع مناجم المعادن في البلاد, باستثناء عملية خام الحديد في منجم جبل إيرتسبيرغ في أيزنيرتس (إنتاج 1.8 مليون طن من خام الحديد والمركز في عام 2000) وعملية التنجستن في منجم ميترسيل, الذي كان أكبر منجم التنغستن تحت الأرض في الغرب. كان معظم النمو في مجال الموارد المعدنية في إنتاج المعادن الصناعية, وهي المنطقة التي من المرجح أن تتركز فيها أنشطة التعدين المستقبلية, ومعظمها للاستهلاك المحلي.

## المعادن
تنتج النمسا 2.5 ٪ من الجرافيت في العالم, وتحتل المرتبة العاشرة في العالم, وهي واحدة من أكبر مصادر الجرافيت عالية الجودة في العالم. في عام 2000, كان الإنتاج المقدر 12000 طن متري, انخفاضًا من 30.000 طن متري في عام 1996. تنتج البلاد 1.6 ٪ من التالك في العالم, وتحتل المرتبة التاسعة, حيث بلغ إنتاجها في عام 2003 137,596 طنًا من التلك الخام والحجر الأملس. قامت شركة Luzenac Naintsch AG, وهي الشركة الوحيدة المنتجة للتلك في البلاد, بتشغيل ثلاثة مناجم في منطقة شتايرمارك, وأنتجت مجموعة من خامات التلك, والكلوريت, وتلك الدولوميت, وخامات الكوارتز الكلوريت.
ناتج المعادن الأخرى في 2003 بالطن المتري تشمل: الحجر الجيري والرخام 24,477,000 طن متري, الدولوميت, 6,079,000 طن متري, لصناعة الأسمنت المحلي, إلى جانب الكالسيت والحجر الجيري, الجبس والأنهيدريت, 1,004,000 طن متري. محلول ملحي, 3422000 متر مكعب (مناجم الملح مملوكة للحكومة, مع خطط لخصخصة العمليات), التنغستن, 1,400 طن, الخفاف, 4,000 طن, والكاولين الخام 100,000 طن متري. كان إنتاج الذهب في عام 2003 25 كلغ. تم الإبلاغ عن إنتاج خام المغنسيت عند 767,000 طن متري في عام 2003.
انخفض إنتاج الليغنيت منذ عام 1963. في عام 2003, بلغ إجمالي إنتاج الليغنيت 1,152,000 طن متري. انخفض إنتاج الفحم الحجري بشكل مطرد بعد الحرب العالمية الثانية, وفي عام 1968 توقف تمامًا.